# Hans-Joachim Otto (Fußballspieler)
Hans-Joachim Otto (* 27. Mai 1937 in Eisfeld, Thüringen; † 6. Januar 2020 in Jena) war Fußballspieler in der DDR-Oberliga und spielte dort für den SC Motor Jena und den FC Carl Zeiss Jena. Otto war mehrfacher DDR-Junioren-Nationalspieler.

## Sportliche Laufbahn

### Nachwuchsspieler
Otto begann mit dem Fußballspielen bei der heimischen Betriebssportgemeinschaft (BSG) Lokomotive Eisfeld. Mit 17 Jahren wechselte er von Motor Eisfeld 1954 zur BSG Motor Jena, die im November desselben Jahres in den Sportclub Motor umgewandelt wurde. Ebenfalls 1954 wurde Otto in den Kader der neu zusammengestellten Junioren-Nationalmannschaft berufen. Am 11. April 1954 bestritt er als halbrechter Stürmer das erste offizielle DDR-Juniorenländerspiel (DDR – Frankreich 3:1). Bis 1956 wurde er in insgesamt zehn Juniorenländerspielen eingesetzt. In der Begegnung DDR – Niederlande (1:1) er erzielte sein einziges Länderspieltor.

### DDR-Oberliga
Seinen Einstand in der DDR-Oberliga für den SC Motor Jena gab Otto am 22. September 1957 als Ersatz für Karl Schnieke im 18. Saisonpunktspiel SC Lok Leipzig – SC Motor (1:0) auf der Position des Mittelstürmers. Da Schnieke anschließend wieder in die Mannschaft kam, gab es für Otto 1957 keine weiteren Einsätze in der Oberliga. Einen Stammplatz in der Oberligamannschaft erkämpfte er sich erst in der Rückrunde der Saison 1958, als der langjährige Verteidiger Georg Buschner seine Spielerlaufbahn beendet hatte. Otto übernahm dessen Position als rechter Verteidiger und behielt diesen Platz bis zum Ende seiner Laufbahn. Bis 1962 gehörte er stets zur Stammmannschaft, danach war seine Karriere zur zahlreiche Ausfälle gekennzeichnet.
In der Saison 1960 bestritt er mit 24 Einsätzen die meisten Oberligaspiele seiner Karriere und war auch im Endspiel um den DDR-Pokal ausnahmsweise als linker Verteidiger dabei, das der SC Motor mit 3:2 nach Verlängerung gegen den SC Empor Rostock gewann. Seinen zweiten Titel gewann Otto in der Saison 1962/63 (inzwischen wurde im DDR-Fußball im Sommer-Frühjahr-Rhythmus gespielt), als der SC Motor Jena zum ersten Mal DDR-Fußballmeister wurde. Es war allerdings auch die erste Spielzeit, in der Otto nicht mehr regelmäßig eingesetzt wurde. Er trug nur mit 14 von 26 ausgetragenen Punktspielen zur Meisterschaft bei. Fünf Jahre nach seinem letzten Einsatz in der Juniorennationalmannschaft kam Otto im Wettbewerb um den Europapokal der Pokalsieger 1961/62 zu einer erneuten internationalen Bewährungsprobe. Überraschend kam der SC Motor Jena bis in das Halbfinale, wo er dann in zwei Spielen gegen den spanischen Vertreter Atlético Madrid ausschied (1:0 / 4:0). Von den insgesamt acht ausgetragenen EC-Spielen bestritt Otto sechs Partien, darunter die beiden Halbfinalspiele.

### Laufbahnende
Die Saison 1964/65 gestaltete sich zum Tiefpunkt seiner Sportkarriere, er kam in der Oberliga lediglich zu sechs Einsätzen. Dem Umstand, dass 1965/66 Verteidiger Heinz Hergert für längere Zeit ausfiel, verdankte es Otto, dass er in dieser Spielzeit mit 19 Einsätzen wieder die Mehrzahl der Oberligaspiele bestreiten konnte. In diese Saison fiel auch die Ausgliederung der Sektion Fußball vom Sportclub in den neu gegründeten FC Carl Zeiss Jena. Seine letzte Saison als Oberligaspieler absolvierte Otto 1966/67. Zwischen dem 1. und dem 9. Spieltag kam er noch einmal in sieben Punktspielen zum Einsatz. Auch in seinem letzten Oberligaspiel Hallescher FC Chemie – FC Carl Zeiss Jena (2:1) am 5. November 1966 stand er wie gewohnt als rechter Verteidiger auf dem Platz. Diese Begegnung war Ottos 181. Pflichtspiel für die Jenaer, darunter waren 138 Oberligaspiele, in denen er als Defensivspieler zu zwei Torerfolgen kam.
Nach dem Ende seiner Leistungssportlaufbahn war Otto von 1967 bis 1976 noch in der drittklassigen Bezirksligamannschaft des FC Carl Zeiss III aktiv, in den ersten Jahren als Spielertrainer. Seine letzten Jahre als Fußballspieler verbrachte Otto von 1976 bis 1980 bei der BSG Chemie Jena, der er 1977 zum Aufstieg in die Bezirksliga verhalf.
Otto verstarb am 6. Januar 2020 in Jena.